# Akademiintendent
Akademiintendent är vid Uppsala universitet, Sveriges lantbruksuniversitet och Örebro universitet titeln för den chefstjänsteman vid rektors kansli som har ansvaret för universitets kultur, ceremonier och traditioner. Denne har bl. a. ansvaret för de stora festligheter, till exempel doktorspromotioner, professorsinstallationer, statsbesök och andra arrangemang - till exempel Linnéjubileet 2007 - där universitetet är värd. Motsvarande tjänster med varierande titlar finns vid de flesta gamla universitet. Vid Lunds universitet är titeln övermarskalk.

## Lista över tidigare och nuvarande tjänsteinnehavare vid Uppsala universitet
- Torgny Nevéus
- Jöran Rehn
- Per Ström